# Лямзина, Татьяна Владимировна
Татья́на Влади́мировна Ля́мзина (род. 12 марта 1968, Рязань) — российская журналистка, радиоведущая, обозреватель радиостанции «Эхо Москвы».

## Биография
Родилась 12 марта 1968 года в Рязани.
В 1985 году окончила физико-математическую школу-интернат № 18 при Московском государственном университете.
В 1985 году поступила и в 1991 году окончила Физический факультет МГУ (выпуск «Суперкурс»; кафедра квантовой радиофизики).
С 1996 по 2022 год работала на радиостанции «Эхо Москвы» вплоть до её закрытия. Ведущая радиопрограмм «Будем здоровы» (ранее «Мединфо»), «Эхомед» (ранее «Утренний обход»), «Дневной обход», «О стиле всё и сразу».